# Otokonoko

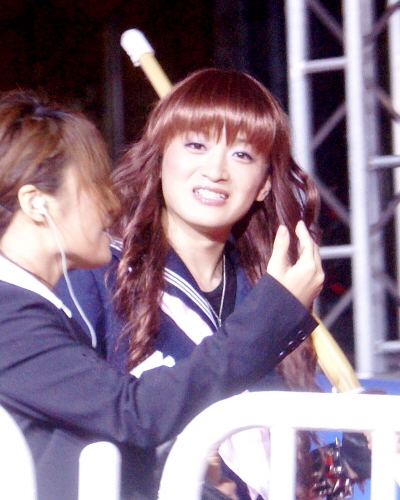
El actor y comediante japonés Yakkun Sakurazuka, travestido como una estudiante de secundaria.

En la cultura japonesa contemporánea, otokonoko (男の娘 Otoko no Ko?,  lit. hija varón o mujer masculina) es el término utilizado para denominar a hombres que practican el travestismo.
El término tiene sus orígenes en el manga, y en la cultura del internet a comienzos de los años 2000. Sin embargo, el concepto refleja una amplia gama de tradiciones anteriores y ejemplos de travestismo masculino en Japón, tales como los onnagata (un actor masculino que encarna en las obras teatrales el papel de una joven mujer) en el teatro de kabuki, y en la carrera del artista travesti Akihiro Miwa. Otokonoko es un juego de palabras con el término 男の子, también pronunciado como otokonoko y que significa "niño". Comúnmente asociado con la cultura otaku, ha dado lugar a maid cafés temáticos, tiendas de moda y una amplia gama de medios de comunicación populares en Japón. A menudo, muchos personajes femeninos de ficción son representados por hombres.
El concepto de "otokonoko" no corresponde a ninguna identidad sexual o identidad de género particular, sino que el mismo otokonoko puede considerarse una orientación sexual individual.
Por extensión, otokonoko también se refiere a un género de medios de comunicación y ficción sobre travestismo en hombres, dirigido a un público masculino. Se le considera parte del espectro del entretenimiento shōnen (dirigido a adolescentes jóvenes) y el entretenimiento seinen (dirigido a hombres jóvenes). A menudo contiene elementos eróticos o románticos. En el 2011, los personajes otokonoko también comenzaron a ganar popularidad en varios medios de entretenimiento, tales como en el manga, anime y videojuegos.